# Rocca (tessile)

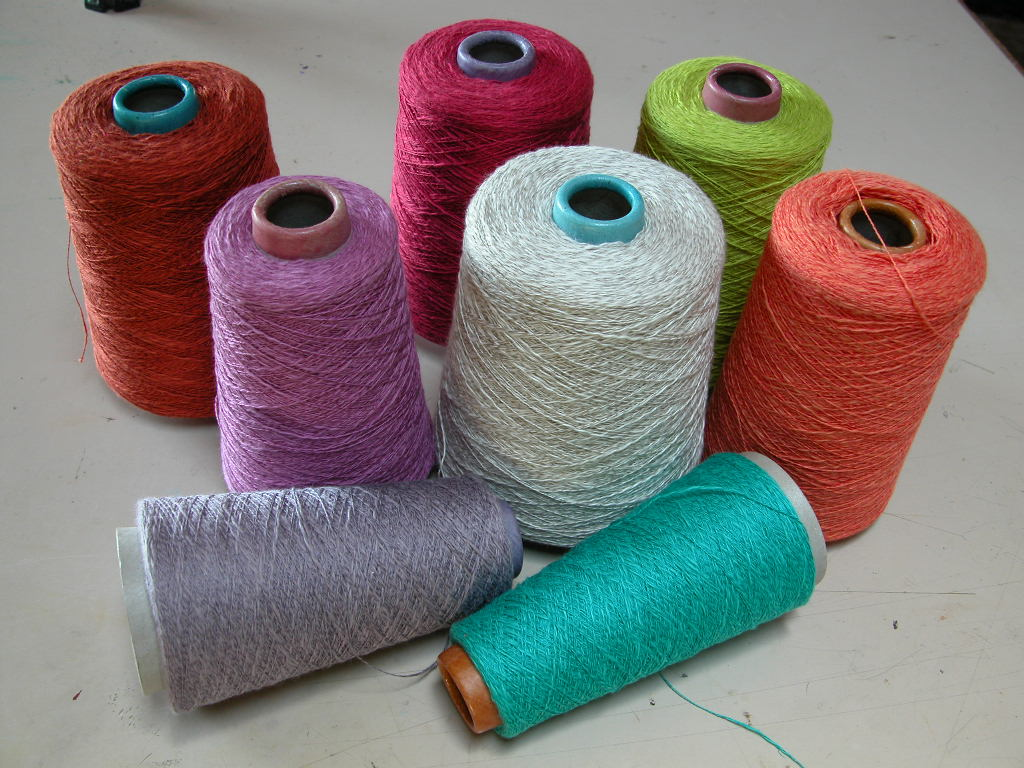
Filato di lino in rocchette.

La rocca è un formato industriale di stoccaggio del filato. Consiste nell'arrotolare il filo intorno ad un'anima a forma di cono o tronco di cono, fatta in cartone o plastica, la sua caratteristica è la disposizione inclinata del filo che permette lo srotolamento senza muovere la rocca. Rispetto a metodi tradizionali quali matasse, rocchetti e gomitoli risulta più efficiente.

## Caratteristiche
- maneggiabilità, la larghezza della base del cono non consente alla rocca di rovesciarsi e di rotolare.
- caricamento, la forma a cono della base permette il caricamento veloce, su macchinari come le cantre che portano batterie con centinaia di rocche, e ne garantisce il posizionamento.
- alimentazione, il filo viene prelevato verticalmente dalla rocca senza pericolo di ingarbugliarsi per la forma conica, permette l'alimentazione ininterrotta dei macchinari automatici.
- stoccaggio, le rocche sono molto compatte e facilmente impilabili.

Il peso delle rocche va da 500 g. a 2 kg a seconda del filato.
La macchina che prepara le rocche si chiama roccatrice.